# Ayía Paraskeví Tithoréas
Ayía Paraskeví Tithoréas (Agia Paraskevi Tithoreas) är en ort i Grekland.   Den ligger i prefekturen Fthiotis och regionen Grekiska fastlandet, i den centrala delen av landet, 110 km nordväst om huvudstaden Aten. Ayía Paraskeví Tithoréas ligger 139 meter över havet och antalet invånare är 180.
Terrängen runt Ayía Paraskeví Tithoréas är varierad. Runt Ayía Paraskeví Tithoréas är det ganska glesbefolkat, med 22 invånare per kvadratkilometer. Närmaste större samhälle är Livadeiá, 19,9 km sydost om Ayía Paraskeví Tithoréas. 